# Pionosyllis longisetosa
Pionosyllis longisetosa är en ringmaskart som beskrevs av Hartmann-Schröder 1965. Pionosyllis longisetosa ingår i släktet Pionosyllis och familjen Syllidae. Inga underarter finns listade i Catalogue of Life.